# Deltochilum cupreicole
Deltochilum cupreicole är en skalbaggsart. Deltochilum cupreicole ingår i släktet Deltochilum och familjen bladhorningar. Utöver nominatformen finns också underarten D. c. viridescens.